# DB-320

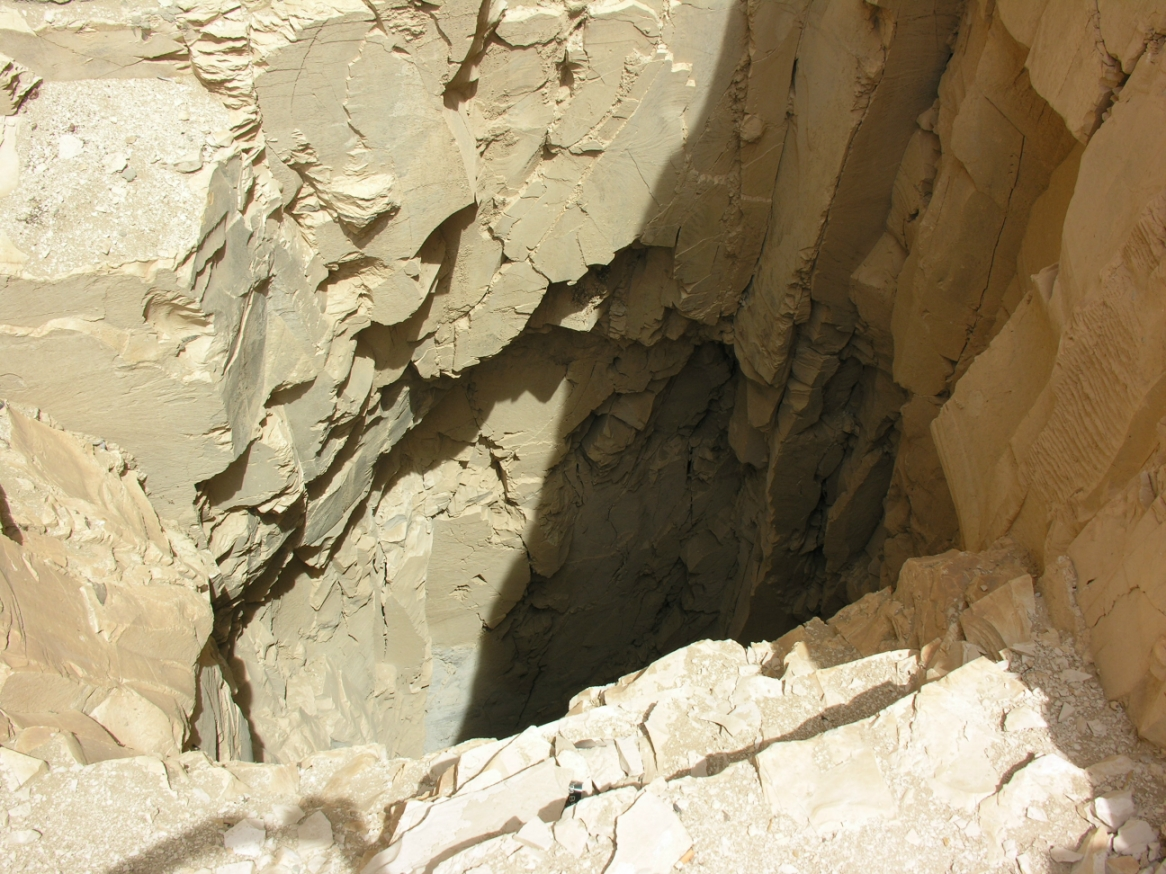
Вход в гробницу.

Гробница DB-320 (TT-320) в Дейр эль-Бахри — древнеегипетский погребальный комплекс в Фиванском некрополе вблизи Дейр эль-Бахри. Содержит большое количество мумифицированных останков египетской правящей элиты, в том числе фараонов и их родственников.

## История
Первоначально гробница предназначалась для верховного жреца Амона Пинеджема II и членов его семьи. Пинеджем умер около 969 года до н. э.. В это время отсутствия центральной власти и неоднократных иноземных вторжений гробницы были особенно уязвимы, риск разграбления захоронений резко повысился. С целью сохранения более ранних останков саркофаги с мумиями были перенесены в гробницу Пинеджема.

### Исследование гробницы
Гробницу обнаружили в 1871 году братья Ахмед, Сулейман и Мухаммед Абд аль-Рассул, которые скрыли эту находку, чтобы беспрепятственно распродавать артефакты. Наконец их действия привлекли внимание Гастона Масперо, который был тогда директором Египетского музея в Каире и председателем Верховного египетского совета по древностям.
Масперо совершил поездку в конце мая 1881 года в Верхний Египет, чтобы расследовать это дело. Тем не менее только 25 июня 1881 года один из братьев признался в обнаружении гробницы и 6 июля провёл к гробнице экспедицию музея во главе с Эмилем Бругшем, бывшим помощником Масперо.
Чтобы не допустить дальнейшего разграбления, Бругш действовал очень быстро. В течение 48 часов все находки были погружены на корабль и отправлены в Каир. В этой спешке было решено отказаться от документации находок, что в настоящее время рассматривается как большое упущение.
В 1998 году Институт египтологии и коптологии при Мюнстерском университете совместно с Отделом египтологии Российской академии наук предприняли дальнейшие исследования. Профессор Эрхарт Грефе провел новые раскопки, в ходе которых были обнаружены новые находки. Степень разрушения многих из этих объектов указывает на грубое обращение во время раскопок экспедиции Бругша.

## Список найденных захоронений
| Династия | Имя                  | Титул                           | Комментарий               |
| -------- | -------------------- | ------------------------------- | ------------------------- |
| XVII     | Тетишери (?)         | царица                          |                           |
| XVII     | Таа II Секененра     | фараон                          |                           |
| XVII     | Яхмос-Инхапи         | царица                          |                           |
| XVII     | Яхмос-Хенутемипет    | принцесса                       |                           |
| XVII     | Яхмос-Хенуттамеху    | принцесса                       |                           |
| XVII     | Яхмос-Меритамон      | принцесса                       |                           |
| XVII     | Яхмос-Сипаир         | принц                           |                           |
| XVII     | Яхмос-Ситкамос       | принцесса                       |                           |
| XVIII    | Яхмос I              | фараон                          |                           |
| XVIII    | Яхмос-Нефертари      | царица                          |                           |
| XVIII    | Райя                 | царская кормилица               | кормилица Яхмос-Нефертари |
| XVIII    | Сиамун               | принц                           |                           |
| XVIII    | Яхмос-Ситамун        | принцесса                       |                           |
| XVIII    | Аменхотеп I          | фараон                          |                           |
| XVIII    | Тутмос I             | фараон                          |                           |
| XVIII    | Бакет(?)             | принцесса                       | возможно Бакетамун (?)    |
| XVIII    | Тутмос II            | фараон                          |                           |
| XVIII    | Тутмос III           | фараон                          |                           |
| XVIII    | Неизвестный C        |                                 | Возможно Сененмут         |
| XIX      | Рамсес I             | фараон                          |                           |
| XIX      | Сети I               | фараон                          |                           |
| XIX      | Рамсес II            | фараон                          |                           |
| XX       | Рамсес III           | фараон                          |                           |
| XX       | Рамсес IX            | фараон                          |                           |
| XXI      | Ноджмет              | царица                          | Жена Херихора             |
| XXI      | Пинеджем I           | Верховный жрец Амона            |                           |
| XXI      | Дуатхатхор-Хенуттауи | Жена Пинеджема I                |                           |
| XXI      | Мааткаре             | Божественная жена Амона         | Дочь Пинеджема I          |
| XXI      | Монтемхат            | Принцесса                       | Дочь Мааткаре             |
| XXI      | Масахарта            | Верховный жрец Амона            | Сын Пинеджема I           |
| XXI      | Таюхерет             | Певица Амона                    | Возможная жена Масахарты  |
| XXI      | Пинеджем II          | Верховный жрец Амона            |                           |
| XXI      | Исетемхеб Д          | Смотритель гарема Амона         | Жена Пинеджема II         |
| XXI      | Нескхонс             | Верховная заклинательница Амона | Жена Пинеджема II         |
| XXI      | Джедптахиуфанх       | Четвёртый пророк Амона          |                           |
| XXI      | Неситанебетахсру     |                                 | Жена Джедптахиуфанха      |
| XXI      | Масахарта            | Верховный жрец Амона            |                           |
| ?        | 9 неопознанных мумий |                                 |                           |

Одна из неопознанных мумий («Неизвестного мужчины Е», «Кричащая мумия»), согласно результатам антропологического, судебно-медицинского, рентгенологического и генетического исследований, может принадлежать Пентауру, сыну и одному из организаторов убийства Рамсеса III.